# Gran Premio de San Marino de Motociclismo de 2021
El Gran Premio de San Marino de Motociclismo de 2021 (oficialmente: Gran Premio Octo di San Marino e della Riviera di Rimini) fue la decimocuarta prueba del Campeonato del Mundo de Motociclismo de 2021. Tuvo lugar en el fin de semana del 17 al 19 de septiembre en el Misano World Circuit Marco Simoncelli, situado en la comuna de Misano Adriatico, región de Emilia-Romaña, Italia.
La carrera de MotoGP fue ganada por Francesco Bagnaia, seguido de Fabio Quartararo y Enea Bastianini. Raúl Fernández fue el ganador de la prueba de Moto2, por delante de Remy Gardner y Arón Canet. La carrera de Moto3 fue ganada por Dennis Foggia, Niccolò Antonelli fue segundo y Andrea Migno tercero.
La primera carrera de MotoE fue ganada por Jordi Torres, Dominique Aegerter fue segundo y Mattia Casadei tercero. La segunda carrera fue ganada por Matteo Ferrari, seguido de Mattia Casadei y Miquel Pons.

## Resultados

### Resultados MotoGP
| Pos.    | N.º | Piloto            | Equipo                       | Constructor | Vueltas | Tiempo    | Parrilla | Puntos |
| ------- | --- | ----------------- | ---------------------------- | ----------- | ------- | --------- | -------- | ------ |
| 1       | 63  | Francesco Bagnaia | Ducati Lenovo Team           | Ducati      | 27      | 41:48.305 | 1        | 25     |
| 2       | 20  | Fabio Quartararo  | Monster Energy Yamaha MotoGP | Yamaha      | 27      | +0.364    | 3        | 20     |
| 3       | 23  | Enea Bastianini   | Avintia Esponsorama          | Ducati      | 27      | +4.789    | 12       | 16     |
| 4       | 93  | Marc Márquez      | Repsol Honda Team            | Honda       | 27      | +10.245   | 7        | 13     |
| 5       | 43  | Jack Miller       | Ducati Lenovo Team           | Ducati      | 27      | +10.469   | 2        | 11     |
| 6       | 36  | Joan Mir          | Equipo SUZUKI ECSTAR         | Suzuki      | 27      | +10.325   | 11       | 10     |
| 7       | 44  | Pol Espargaró     | Repsol Honda Team            | Honda       | 27      | +13.234   | 6        | 9      |
| 8       | 41  | Aleix Espargaró   | Aprilia Racing Team Gresini  | Aprilia     | 27      | +15.698   | 8        | 8      |
| 9       | 33  | Brad Binder       | Red Bull KTM Factory Racing  | KTM         | 27      | +16.129   | 17       | 7      |
| 10      | 30  | Takaaki Nakagami  | LCR Honda IDEMITSU           | Honda       | 27      | +18.519   | 13       | 6      |
| 11      | 51  | Michele Pirro     | Ducati Lenovo Team           | Ducati      | 27      | +20.373   | 14       | 5      |
| 12      | 5   | Johann Zarco      | Pramac Racing                | Ducati      | 27      | +21.066   | 5        | 4      |
| 13      | 12  | Maverick Viñales  | Aprilia Racing Team Gresini  | Aprilia     | 27      | +21.258   | 10       | 3      |
| 14      | 6   | Stefan Bradl      | Equipo Honda HRC             | Honda       | 27      | +28.142   | 18       | 2      |
| 15      | 73  | Álex Márquez      | LCR Honda CASTROL            | Honda       | 27      | +30.686   | 19       | 1      |
| 16      | 9   | Danilo Petrucci   | Tech3 KTM Factory Racing     | KTM         | 27      | +32.654   | 22       |        |
| 17      | 46  | Valentino Rossi   | Petronas Yamaha SRT          | Yamaha      | 27      | +33.853   | 23       |        |
| 18      | 21  | Franco Morbidelli | Monster Energy Yamaha MotoGP | Yamaha      | 27      | +36.272   | 16       |        |
| 19      | 10  | Luca Marini       | SKY VR46 Avintia             | Ducati      | 27      | +36.839   | 15       |        |
| 20      | 88  | Miguel Oliveira   | Red Bull KTM Factory Racing  | KTM         | 27      | +37.202   | 21       |        |
| 21      | 04  | Andrea Dovizioso  | Petronas Yamaha SRT          | Yamaha      | 27      | +42.587   | 24       |        |
| Ret     | 42  | Álex Rins         | Equipo SUZUKI ECSTAR         | Suzuki      | 17      | Caída     | 9        |        |
| Ret     | 27  | Iker Lecuona      | Tech3 KTM Factory Racing     | KTM         | 14      | Caída     | 20       |        |
| Ret     | 89  | Jorge Martín      | Pramac Racing                | Ducati      | 10      | Retirado  | 4        |        |
| 1.      |     |                   |                              |             |         |           |          |        |
| Fuente: |     |                   |                              |             |         |           |          |        |

### Resultados Moto2
| Pos.    | N.º | Piloto                | Constructor | Vueltas | Tiempo    | Parrilla | Puntos |
| ------- | --- | --------------------- | ----------- | ------- | --------- | -------- | ------ |
| 1       | 25  | Raúl Fernández        | Kalex       | 25      | 40:40.563 | 1        | 25     |
| 2       | 87  | Remy Gardner          | Kalex       | 25      | +0.402    | 4        | 20     |
| 3       | 44  | Arón Canet            | Boscoscuro  | 25      | +0.569    | 5        | 16     |
| 4       | 22  | Sam Lowes             | Kalex       | 25      | +1.578    | 2        | 13     |
| 5       | 72  | Marco Bezzecchi       | Kalex       | 25      | +4.920    | 8        | 11     |
| 6       | 37  | Augusto Fernández     | Kalex       | 25      | +5.361    | 3        | 10     |
| 7       | 79  | Ai Ogura              | Kalex       | 25      | +6.236    | 12       | 9      |
| 8       | 97  | Xavi Vierge           | Kalex       | 25      | +7.468    | 7        | 8      |
| 9       | 21  | Fabio Di Giannantonio | Kalex       | 25      | +7.562    | 9        | 7      |
| 10      | 13  | Celestino Vietti      | Kalex       | 25      | +13.230   | 17       | 6      |
| 11      | 12  | Thomas Lüthi          | Kalex       | 25      | +15.596   | 14       | 5      |
| 12      | 23  | Marcel Schrötter      | Kalex       | 25      | +16.172   | 13       | 4      |
| 13      | 9   | Jorge Navarro         | Boscoscuro  | 25      | +20.234   | 6        | 3      |
| 14      | 42  | Marcos Ramírez        | Kalex       | 25      | +22.819   | 23       | 2      |
| 15      | 14  | Tony Arbolino         | Kalex       | 25      | +23.015   | 22       | 1      |
| 16      | 62  | Stefano Manzi         | Kalex       | 25      | +26.152   | 16       |        |
| 17      | 11  | Nicolò Bulega         | Kalex       | 25      | +26.987   | 11       |        |
| 18      | 55  | Hafizh Syahrin        | NTS         | 25      | +27.231   | 19       |        |
| 19      | 96  | Jake Dixon            | Kalex       | 25      | +28.150   | 20       |        |
| 20      | 40  | Héctor Garzó          | Kalex       | 25      | +28.526   | 21       |        |
| 21      | 6   | Cameron Beaubier      | Kalex       | 25      | +29.864   | 28       |        |
| 22      | 75  | Albert Arenas         | Boscoscuro  | 25      | +33.140   | 26       |        |
| 23      | 16  | Joe Roberts           | Kalex       | 25      | +36.098   | 15       |        |
| 24      | 7   | Lorenzo Baldassarri   | MV Agusta   | 25      | +43.861   | 29       |        |
| 25      | 64  | Bo Bendsneyder        | Kalex       | 25      | +47.329   | 27       |        |
| Ret     | 35  | Somkiat Chantra       | Kalex       | 22      | Retirado  | 18       |        |
| Ret     | 19  | Lorenzo Dalla Porta   | Kalex       | 19      | Caída     | 10       |        |
| Ret     | 70  | Barry Baltus          | NTS         | 12      | Caída     | 30       |        |
| Ret     | 5   | Yari Montella         | Boscoscuro  | 12      | Caída     | 24       |        |
| Ret     | 24  | Simone Corsi          | MV Agusta   | 2       | Caída     | 25       |        |
| Fuente: |     |                       |             |         |           |          |        |

### Resultados Moto3
| Pos.    | N.º | Piloto             | Constructor | Vueltas | Tiempo    | Parrilla | Puntos |
| ------- | --- | ------------------ | ----------- | ------- | --------- | -------- | ------ |
| 1       | 7   | Dennis Foggia      | Honda       | 23      | 39:17.002 | 2        | 25     |
| 2       | 23  | Niccolò Antonelli  | KTM         | 23      | +0.565    | 3        | 20     |
| 3       | 16  | Andrea Migno       | Honda       | 23      | +0.817    | 4        | 16     |
| 4       | 11  | Sergio García      | Gas Gas     | 23      | +2.140    | 12       | 13     |
| 5       | 5   | Jaume Masiá        | KTM         | 23      | +3.098    | 5        | 11     |
| 6       | 40  | Darryn Binder      | Honda       | 23      | +7.633    | 14       | 10     |
| 7       | 37  | Pedro Acosta       | KTM         | 23      | +9.991    | 9        | 9      |
| 8       | 99  | Carlos Tatay       | KTM         | 23      | +10.184   | 10       | 8      |
| 9       | 82  | Stefano Nepa       | KTM         | 23      | +10.341   | 11       | 7      |
| 10      | 71  | Ayumu Sasaki       | KTM         | 23      | +10.344   | 13       | 6      |
| 11      | 54  | Riccardo Rossi     | KTM         | 23      | +10.360   | 7        | 5      |
| 12      | 28  | Izan Guevara       | Gas Gas     | 23      | +14.626   | 17       | 4      |
| 13      | 17  | John McPhee        | Honda       | 23      | +14.898   | 19       | 3      |
| 14      | 27  | Kaito Toba         | KTM         | 23      | +15.019   | 18       | 2      |
| 15      | 24  | Tatsuki Suzuki     | Honda       | 23      | +15.072   | 27       | 1      |
| 16      | 52  | Jeremy Alcoba      | Honda       | 23      | +18.859   | 24       |        |
| 17      | 6   | Ryusei Yamanaka    | KTM         | 23      | +18.874   | 16       |        |
| 18      | 18  | Matteo Bertelle    | KTM         | 23      | +18.921   | 15       |        |
| 19      | 20  | Lorenzo Fellon     | Honda       | 23      | +19.303   | 23       |        |
| 20      | 31  | Adrián Fernández   | Husqvarna   | 23      | +21.363   | 21       |        |
| 21      | 53  | Deniz Öncü         | KTM         | 23      | +26.962   | 26       |        |
| 22      | 73  | Maximilian Kofler  | KTM         | 23      | +30.466   | 22       |        |
| 23      | 67  | Alberto Surra      | Honda       | 23      | +46.656   | 28       |        |
| 24      | 19  | Andi Farid Izdihar | Honda       | 23      | +53.470   | 20       |        |
| Ret     | 12  | Filip Salač        | KTM         | 17      | Retirado  | 25       |        |
| Ret     | 43  | Xavier Artigas     | Honda       | 14      | Retirado  | 6        |        |
| Ret     | 55  | Romano Fenati      | Husqvarna   | 13      | Caída     | 1        |        |
| Ret     | 22  | Elia Bartolini     | KTM         | 1       | Caída     | 8        |        |
| DNS     | 2   | Gabriel Rodrigo    | Honda       |         | No empezó |          |        |
| EX      | 92  | Yuki Kunii         | Honda       |         | Excluido  |          |        |
| Fuente: |     |                    |             |         |           |          |        |

### Resultados MotoE
Carrera 1
| Pos.    | N.º | Piloto             | Constructor | Vueltas | Tiempo    | Parrilla | Puntos |
| ------- | --- | ------------------ | ----------- | ------- | --------- | -------- | ------ |
| 1       | 40  | Jordi Torres       | Energica    | 7       | 12:11.858 | 1        | 25     |
| 2       | 77  | Dominique Aegerter | Energica    | 7       | +0.160    | 5        | 20     |
| 3       | 26  | Mattia Casadei     | Energica    | 7       | +0.405    | 4        | 16     |
| 4       | 11  | Matteo Ferrari     | Energica    | 7       | +2.786    | 6        | 13     |
| 5       | 71  | Miquel Pons        | Energica    | 7       | +3.072    | 8        | 11     |
| 6       | 21  | Kevin Zannoni      | Energica    | 7       | +3.095    | 9        | 10     |
| 7       | 54  | Fermín Aldeguer    | Energica    | 7       | +3.621    | 7        | 9      |
| 8       | 3   | Lukas Tulovic      | Energica    | 7       | +10.598   | 10       | 8      |
| 9       | 68  | Yonny Hernández    | Energica    | 7       | +10.482   | 11       | 7      |
| 10      | 18  | Xavier Cardelús    | Energica    | 7       | +10.905   | 13       | 6      |
| 11      | 9   | Andrea Mantovani   | Energica    | 7       | +11.088   | 14       | 5      |
| 12      | 19  | Corentin Perolari  | Energica    | 7       | +16.045   | 15       | 4      |
| 13      | 6   | María Herrera      | Energica    | 7       | +17.087   | 16       | 3      |
| 14      | 80  | Jasper Iwema       | Energica    | 7       | +25.402   | 17       | 2      |
| 15      | 14  | André Pires        | Energica    | 7       | +32.416   | 18       | 1      |
| Ret     | 51  | Eric Granado       | Energica    | 6       | Caída     | 2        |        |
| Ret     | 61  | Alessandro Zaccone | Energica    | 0       | Caída     | 3        |        |
| Ret     | 78  | Hikari Okubo       | Energica    | 0       | Caída     | 12       |        |
| 1.      |     |                    |             |         |           |          |        |
| Fuente: |     |                    |             |         |           |          |        |

Carrera 2
| Pos.    | N.º | Piloto             | Constructor | Vueltas | Tiempo    | Parrilla | Puntos |
| ------- | --- | ------------------ | ----------- | ------- | --------- | -------- | ------ |
| 1       | 11  | Matteo Ferrari     | Energica    | 8       | 13:54.140 | 5        | 25     |
| 2       | 27  | Mattia Casadei     | Energica    | 8       | +0.348    | 3        | 20     |
| 3       | 71  | Miquel Pons        | Energica    | 8       | +1.038    | 7        | 16     |
| 4       | 21  | Kevin Zannoni      | Energica    | 8       | +3.402    | 8        | 13     |
| 5       | 51  | Eric Granado       | Energica    | 8       | +3.484    | 2        | 11     |
| 6       | 78  | Hikari Okubo       | Energica    | 8       | +3.899    | 11       | 10     |
| 7       | 54  | Fermín Aldeguer    | Energica    | 8       | +7.274    | 6        | 9      |
| 8       | 18  | Xavier Cardelús    | Energica    | 8       | +11.109   | 12       | 8      |
| 9       | 9   | Andrea Mantovani   | Energica    | 8       | +10.779   | 13       | 7      |
| 10      | 19  | Corentin Perolari  | Energica    | 8       | +15.250   | 14       | 6      |
| 11      | 6   | María Herrera      | Energica    | 8       | +15.428   | 15       | 5      |
| 12      | 77  | Dominique Aegerter | Energica    | 8       | +37.830   | 4        | 4      |
| 13      | 40  | Jordi Torres       | Energica    | 8       | +45.570   | 1        | 3      |
| 14      | 80  | Jasper Iwema       | Energica    | 8       | +46.449   | 16       | 2      |
| 15      | 3   | Lukas Tulovic      | Energica    | 8       | +56.267   | 9        | 1      |
| Ret     | 68  | Yonny Hernández    | Energica    | 4       | Caída     | 10       |        |
| DNS     | 61  | Alessandro Zaccone | Energica    |         | No empezó |          |        |
| DNS     | 14  | André Pires        | Energica    |         | No empezó |          |        |
| 1. 2.   |     |                    |             |         |           |          |        |
| Fuente: |     |                    |             |         |           |          |        |